# Кутни (езеро)
Езерото Кутни (на английски: Kootenay Lake) е 4-то по големина езеро в провинция Британска Колумбия (3-то по големина естествено езеро в провинцията). Площта му е 407 км2, която му отрежда 119-о място сред езерата на Канада. Надморската височина на водата е 532 м.
Езерото се намира в югоизточното част на провинция Британска Колумбия, сред Скалистите планини, между хребетите Нелсън на запад и Пърсел на изток. Кутни има дължина от север на юг 108 км, а ширината му варира от 0,5 до 6 км. Обемът на водната маса е 36,7 км3, като средната му дълбочина е 94 м, а максималната – 154 м.
За разлика от повечето канадски езера, бреговете на Кутеней са слабо разчленени, като е едно от малкото от големите езера на Канада (над 400 км2), в което няма острови. Дължината на бреговата му линия е 198,7 км. От средата на езерото, до селището Балфур, в западна посока започва дълъг (41 км) и тесен ръкав, който достига до селището Кора Лин, където е построена преградна стена (височина 15 м), която регулира оттока на река Кутни и, в основата на която е построена ВЕЦ.
Площта на водосборния му басейн е 45 584 km2, като в езерото се вливат множество малки реки. В най-южната му част се влива река Кутни, която след 86 км изтича от езерото и се влива от ляво в река Колумбия.
Езерото Кутеней е открито от канадския топограф и пътешественик Дейвид Томпсън през 1808 г, който кръщава езерото по името на местните индианци кутни, обитаващи по това време бреговете му. В превод кутни означава „водни хора“.
В края на XIX в. в района около езерото започва да се развива дърводобивна и минна промишленост и тогава е прокарана и жп линия от Ванкувър до Медисън Хат покрай югозападния му бряг. От град Балфур на западния бряг до град Кутни Бей, на източния има целогодишно функциониращ ферибот.
Като цяло бреговете на езерото са безлюдни, с изключение на няколко малки селища – Нелсън, Балфур, Лардо, Касло, Кутни Бей и др., в които поминъкът на населението им е свързан с обслужването на хилядите туристи, летовници, рибари и ловци.
Южният бряг на Западния ръкав на езерото попада в провинциалния парк „Уест Арм“, създаден за защита на реликтовите гори и редките животни в района, в т.ч. мечки гризли. На източното крайбрежие е провинциалния парк „Пилот Бей“.